# Giuseppe Sinopoli
Giuseppe Sinopoli (IPA: [dʒuˈzɛppe siˈnɔːpoli]; Velence, 1946. november 2. – Berlin, 2001. április 20.) olasz karmester és zeneszerző.

## Élete
Sinopoli az Veneto beli Velencében született, a helyi Benedetto Marcello Konzervatóriumban tanult Ernesto Rubin de Cervin keze alatt, majd a németországi Darmstadtban, Karlheinz Stockhausen mentoráltjaként. Orvostudományi diplomát szerzett a Padovai Egyetemen, ahol bűnügyi antropológia témájában készített disszertációt.

### Pályafutása
Sinopoli sorozatművek zeneszerzőjeként lett ismert, 1972-ben a Velencei Conservatorjo Benedetto Marcello kortárs és elektronikus zene professzora, és annak helyi új mozgalma fő támogatója lett. Karmesterként tanult a bécsi zeneművészeti akadémián Hans Swarowsky tanszékén és Velencében az 1970-es években megalapította a Bruno Maderna együttest. Egyik leghíresebb kompozíciója talán a Lou Salomé opera, amelyet először 1981-ben adtak elő Münchenben, a főszerepben Karan Armstrong énekelt.
1984-ben kinevezték a Philharmonia Zenekar vezető karmesterévé, ezt a pozíciót 1994-ig töltötte be, és számos felvételt készített velük, köztük Elgar zeneműveit és Mahler összes szimfóniáját. 1990-ben a Deutsche Oper Berlin vezető karmesteri pozíciója várt rá, de még szerződését megelőzően lemondott. 1992-ben a Drezdai Staatskapelle vezető karmestere lett. A Bayreuth Fesztivál karmestereinek tagja volt. Leginkább mélyen átélő és néha ellentmondásos operaértelmezéséről ismert, különösen az olasz zeneszerzők és Richard Strauss műveivel kapcsolatosan. A tizenkilencedik század végi és a huszadik század eleji zenékre szakosodott, Wagnertől és Verditől, Straussig és Mahlerig, valamint a második bécsi iskoláig. Zenekarvezetői stílusa sok vita tárgyát képezte, különösen a szimfonikus műfajban, amelyben többen értelmezésének „excentricitását” hangsúlyozták, míg mások a művekhez való intellektuális megközelítésének észszerűségét dicsérték.

## Zeneművei
- Sintassi Teatrali (1968): „Frammento n. 48 da Alcmane”, „Frammenti n.2-4-80 da Saffo”, „ Stasimo IV ed Esodo da Edipo Re di Sofocle”
- Erfahrungen (1968)
- 5 studi su 3 parametri, musica elettronica (1969)
- Musica per calcolatori analogici, musica elettronica (1969)
- Strutture per pianoforte (31/8/1969)
- Sunyata, Thema con varianti per soprano e quintetto d’archi su testo di Kridaya Sutra, (1970).
- Numquid et unum per clavicembalo e flauto (1970) dedicato a Franco Donatoni.
- Isoritmi, musica elettronica (1971)
- Opus Daleth per orchestra (1971 al Teatro La Fenice di Venezia diretta da Ettore Gracis)
- Opus Ghimel per orchestra da camera (1971)
- Opus Schir per mezzosoprano e strumenti su liriche di Rolando Damiani (1971)
- Numquid per oboe, corno inglese, oboe d'amore (1972) , dedicato a Lothar Faber.
- Hecklephon per pianoforte, clavicembalo e celesta (1972)
- Per clavicembalo (1972), dedicato a Mariolina De Robertis.
- Isoritmi II – Volts, musica elettronica (1972)
- Symphonie imaginaire per voci soliste, 10 voci bianche, 3 cori e 3 orchestre (1973)
- Klaviersonate per pianoforte (1977), dedicato a Katia Wittlich
- Klavierkonzert per pianoforte e orchestra (1974)
- Souvenirs à la mémoire per 2 soprani, controtenore e orchestra (1974) dedicato a Harry Halbreich
- Pour un livre à Venise per orchestra (1975). Prima raccolta: Costanzo Porta I – Contrappunto primo (dal Mottetto Gloriosa Virgo Caecilia di Costanzo Porta) II – Hommage à ---- Costanzo Porta III – Canzone “La Gerometta” (doppio coro) (da Costanzo Porta)
- Tombeau d'Armor I per orchestra (1976 al Teatro La Fenice)
- Requiem Hashshirim per coro a cappella (1976), dedicato a Paul Beusen
- Archeology City Requiem per orchestra (1976) bemutató: Párizs, 31 gennaio 1977. január 31.,, inaugur a Pompidou központ felavatásán.
- Tombeau d'Armor II per grande orchestra (1977)
- Tombeau d'Armor III per violoncello e orchestra (1977)
- Quartetto per quartetto d'archi (1977)
- Kamarakoncert zongorára, fúvósokra, ütősökre, hárfára, cselestára e klavicsembalóra (1977–78)
- Lou Salomé, opera, librettó: Karl Dietrich Gräwe (1981)

## Halála és öröksége
Sinopoli 2001. április 20-án, 54 éves korában szívrohamban halt meg, miközben Giuseppe Verdi Aidáját vezényelte a berlini Deutsche Operben. Az előadást a társaság korábbi igazgatója, Götz Friedrich emlékének ajánlották. Két estével később Marcello Viotti az Aida előadását Sinopoli emlékére vezényelte. Április 23-i római temetésén az olasz köztársasági elnök és a miniszterelnök, valamint a Scala számos tagja vett részt.
Művei közé tartozik a görög kerámiáról írt könyve. Két nappal azelőtt halt meg, mielőtt a La Sapienza Egyetemtől átvehette volna régészeti kitüntetését.
Legutolsó felvételei között szerepel Richard Strauss Ariadné Naxosz szigetén és A béke napja, valamint Dvořák Stabat Matere.

## Giuseppe Sinopoli Fesztivál
2005 óta októberenként a Taormina Arte fesztivált szentel Giuseppe Sinopoli emlékének, aki 1989 és 1997 között a Taormina Fesztivál zenei részlegének művészeti vezetője volt. A Giuseppe Sinopoli Fesztivál zenei, irodalmi, színházi, művészeti programjaival, kiállításaival, koncertjeivel nemcsak zenészként és karmesterként, hanem zeneszerzőként, orvosként, régészként és entellektüellként is ünnepli őt. A fesztiválon jelentős olasz zenekarok lépnek fel.
Az első Giuseppe Sinopoli Fesztivál alkalmával a messinai Conservatorio „Arcangelo Corelli” támogatásával alakult meg a Sinopoli Kamarazenekar. A fiatal tehetséges zenészekből, a Conservatorio diákjaiból és tanáraiból álló zenekar többnyire Giuseppe Sinopoli műveit adja elő.